# علم الآثار وعلم الإنسان
عانى علم الآثار من سيطرة الكثير من الخيالات التي كانت تسمى حينها فكراً ونظريات، من قبيل تقسيم الزمن لما قبل الطوفان وما بعده، والعمر الخيالي المثيولوجي للكائنات البشرية والحياة عموماً، هذا ما جعل أحد أبوي الحفريات في بريطانية R.Colt Hoare يكتب عام 1821 م. «نحن نتحدث عن حقائق لا نظريات، إنني لن أبحث عن أصل مدافن Wiltshire في عالم الرومانسية الحالمة»، ولا حقاً ظهرت التفسير العنصري للآثار وفق خيالات المفاخرات القومية، هذا ما يجعل بعض الآثاريين ينفرون لحد الآن من الأفكار والتنظير غير المرتكز على الدليل الأثري المباشر، ويجعله يكتفون بالجانب التقني من علم الآثار، مفضلين الصمت على الكلام وفق تخمينات وافتراضات نظرية، عادةٍ ما تستخدم في مجالات لا علاقة لها بعلم الآثار.

## بدايات
يصعب الحديث عن تطور علم الآثار بفروعه كعلم واحد وبالتالي عن علاقة هذه الفروع بالعلوم الأخرى، وذلك بسبب تطور فروع علم الآثار باستقلال عن بعضها البعض زمانياً، ومكانياً أحياناً، والحال نفسه ينطبق على علم الأنثربولوجيا بفروعه المتعددة.
إلا أن فرع عصور ما قبل التاريخ في الدراسات الأثرية هو مفتاح العلاقة مع فرع الأنثربولوجيا الثقافية في الدراسات الأنثربولوجية حتى أنه ليصعب التمييز بينهما في المجال النظري، وكذلك يُدرس فرع عصور ما قبل التاريخ في الكثير من الجامعات ضمن الأنثربولوجيا الثقافية، حيث أن نظام التدريس في كندا والولايات المتحدة الأمريكية والاتحاد السوفيتي السابق يعتبر علم الآثار أحد فروع الأنثربولوجيا الثقافية، ولهذا سنتتبع فرع عصور ما قبل التاريخ من علم الآثار، مع أن بقية فروع علم الآثار تستخدم النظريات الثقافية والاجتماعية، من الأنثربولوجيا وفرع المعرفة الأخرى، وإن يكن بشكل غير مُعلن وممنهج، كاستخدام مصطلحات الطبقات مثلاً، ذو الأبعاد الاجتماعية.

## علم الآثار
بقيت عملية محاولة فهم الماضي البشري لفترة طويلة تعتمد النصوص الدينية والتاريخية أساساً، حتى بعد فترة من «انتظام» عملية جمع الآثار وما حققته من تقدم بصدور عدة مؤلفات (شبه علمية) تعنى بالمواد الأثرية وترتبها وتصنفها، منها ما أصدره W.Camden فيما سماه Britannia في العام 1586 م والذي صنف فيه الآثار في بريطانيا وخاصة الرومية منها واستخدم لأول مرة الرسوم التوضيحية ، وفي العام 1744 قام E.Pontoppidan بأول حفرية «صحيحة» في أوابد (Megalithic) قبر في الدنمرك ليستخلص منها أن المدفونين ليسوا عمالقة.
إن أولى المحاولات المُعلنة لتفسير الأدوات الحجرية على أنها من صنع البشر والتعرض لنشوء البشر بشكل «علمي» وبما لا يتفق والتفسير المثيلوجي-الديني السائد في القرن السابع عشر بات بالفشل، فقد تراجع الفرنسي I. La Peyrère عن فرضيته «الما قبل آدميين» (Pre-Adamite) (Wikipedia 2010 [1]) بعد أن استتابته الكنيسة وأحرقت كتبه ، هذا وقد سبق للإيطالي M. Mercati تفسير الأدوات الصوانية على أنها من صناعة بشر قدماء وذلك ضمن كتابه «المعدنيات» في القرن السادس عشر إلا أن كتاباته لم تنشر حتى القرن الثامن عشر.
تبع ذلك محاولات عدة في فهم الماضي البشري منها ما قام به الفرنسي J. B. de Perthes بتحديد الأدوات الصوانية كمنتجات ما قبل تاريخية (Wikipedia 2010 [2]) وما أكده لاحقاً الجيولوجي البريطاني C. Lyel وذلك بربطه بقانون التنضد الطبقي (law of superposition) الذي لم يلق قبولاً في البداية (Wikipedia 2010 [3]) وكانت الجيولوجية قبله لازلت تفسر وجود الطبقات الأرضية بقصة الطوفان، ولم تحدد فترات زمنية لهذه الطبقات، وكان بعد اكتشاف أمريكا أن أشار بعض المهتمين ومنهم F.Imperato في كتابه «التاريخ الطبيعي» عام 1599 م. لكون سكان القارة الأمريكية لا زالوا يستعملون للأدوات الحجرية، وبالتالي من الممكن أن ذلك كان في أوروبا أيضاً، وهذا يعتبر من المحاولات الأولى في استخدام الإثنوغرافيا (فرع الانثروبولوجيا لاحقاً) في التفسير الأثري، وأيضاُ في العام 1699 م. كتب E.Lhwgd أن رؤوس السهام، الحجرية (المنسوبة للجنّ حينها) تماثل ما يصنعه أهل New England وإنها أدوات صيد وليست نتيجة الصواعق وأكد العديد من الفرنسيين منذ 1717 م. أن الأدوات الحجرية تمثل عصراً حجرياً، منهم J.Lafitau 1724 الذي كتب «عادات البدائيين الأمريكان مقارنة مع عادات الأزمنة المبكرة» أراد فيه كما يتضح من العنوان دراسة «المجتمعات البدائية» لفهم ماضي المجتمعات الحديثة، وفي العام 1738 م. كتب الفرنسي A.Gorguet «أصل القوانين والآداب والعلوم وتطورها وسط الشعوب الأقدم عهداً»، أشار فيه إلى استخدام البرونز قبل الحديد والقبل ذلك الحجر والعظام للأدوات، وأن «البشر البدائيين يقدمون لنا صورة صادقة للمجتمعات القديمة» 
وكان لنظام العصور الثلاث (الحجري والبرونزي والحديدي)، الذي طبقه الباحث التاريخي الدنمركي C. J. Thomsen عام 1819 م في تصنيف المواد الأثرية، وخرج به J. J. a. worsaae عام 1843 م إلى الحقل واثبت تعاقب العصور في الواقع، دوراً في فهم تتابع مراحل الحياة البشرية
كما ترسخ هذا النظام عندما أضاف عليه الأنثروبولجي البريطاني J. Lubbock عام 1865 م تقسيمات فرعية في العصر الحجري وهي العصر الحجري القديم الذي ميزه بتقنية الطرق، والعصر الحجري الحديث الذي ميزه بتقنية الصقل، إلا أنه ظهرت اشكاليات لهذا النظام من حيث تعميمه وعدم كفايته في الكشف عن الخصوصية الثقافية لبعض المواقع الأثرية، ما دفع الباحثين H.Christy مع Lartet عام 1861 م. لإصدر أول نظام تحقيب لعصور ما قبل التاريخ معتمدين المؤشرات الاحفورية، لاحقا عام 1867 م. قام الباحث في ما قبل التاريخ الفرنسي L. L. G. de Mortillet بتقسيم وتحقيب عصور ما قبل التاريخ في مجموعة كبيرة من الثقافات بتسميات آثارية (نحو مواقع الكشف) لا زال بعضها مستخدماً (مثل الموستيرية والآشولية)
أما عن التقسيم اللا تقني فقد كتب E.Tylor في العام 1881 م. كتاب «الأنثربولوجيا: مقدمة في دراسة الإنسان» مقترحاً ثلاث مراحل افتراضية للماضي الإنساني (الوحشية والبربرية والمدنية) وعمل على شرح كل منها، وأضاف L.H.Morgan أن نظام العصور الثلاث (التقني) كان مفيداً لتصنيف الأدوات، أما لفهم الماضي فقد قدم سبعة نماذج مفترضة تعتمد على موارد الاقتصاد، واعتبرها تشمل المجموع الإنساني مع بعض التفاوت الزمني، وقد اعتمد F. Engels في كتابه «أصل العائلة» 1884 م. على أعماله
إن مشكلتي التأريخ والتغير الحضاري (محلي أم خارجي) في أوروبا كانت الشاغل للآثاريين الأوربيين في القرن 19، واعتماداً على أبحاث J. J. a. worsaae الذي فسر الانتقال بين العصور كان نتيجة انتشار شعوب من جنوب شرق أوروبا شمالها، ظهرت أفكار الانتشار والغزو ومقارنة اللقى الأثرية لتصبح القاعدة في تفسير عصور ما قبل التاريخ.
وظهرت الآراء التي تركز على التطور الذاتي المتوازي للثقافات، ومن منظرية ا الأنثروبولوجي الألماني A.Bastein، الذي استخدم تعبير التطور «ما فوق العضوي supra organic» مؤكداً على وجود قانون عام يحكم التطور البشري، هذه الفرضية التي طورها L.H.Morgan، واعتمدها F. Engels ونقلها للماركسية
كتب O. A. Montelius في العام 1899 م. كتاب «الشرق وأوربا» رافضاً فرضية التطور ومؤكداً أن الشرق (بلاد الرافدين ووادي النيل) هي مصدر الحضارات، وهكذا بقي الاتجاهان التفسيريان (تعدد المراكز، ووحدة المركز) متعايشان معاً في القرن التاسع عشر

## الأنثروبولوجيا
أما الانثروبولوجيا فكانت بدايتها (شبه المنظمة) في القرنين 15 و 16 م. مع الرحالة والمكتشفين للمجموعات البشرية غير الأوربية وما سمي حينا بالمجتمعات «البدائية أو المتوحشة»، فقد جمعوا معلومات وملاحظات وصنفوها مثل ما قام به الفرنسي الأب جوزيف لافيتو في النصف الأول من القرن الثامن عشر، الذي استنتج أن «التنظيمات الاجتماعية عند الإيروكيز تساوى التنظيمات البدائية لبنى الإنسان. واكتشف لافيتو وجود تشابه بين النظام الأمومي عند الإيروكيز مع ذلك النظام ما قبل التاريخي الذي وصفه هيرودوت (480-425 ق.م.) عند سكان ليكيا في آسيا الصغرى. ولكون لافيتو حاول تفسير وجود هذا التشابه باحتمال انتشار هذا النظام من آسيا الصغرى إلى أمريكا فإنه يجوز عد لافيتو من أوائل القائلين بمبدأ الانتشار الثقافي diffusion of culture». إلا أن أعمال المستكشفين ما لبثت أن استقرت في أيدي الفلاسفة والباحثين الاجتماعين ليدرسوها ويستنتجوا منها أشكال التنظيمات الاجتماعية وتعقيداتها. منها ما قدمه جيامباتستا فيكو (1668-1744) عن دورة التغيير الاجتماعي، والفيلسوف الفرنسي شارل دى مونتسكيو (1689-1755) عن الحتمية الجغرافيا في التغير أشكال الاجتماع البشري،(النور؛ شلابي) وتتابعت النظيرات في تطور الحياة الإنسانية فخلال 30 عاماً من العام 1857 حتى 1890 صدرت مجموعة من الكتب ساهمت في بلورت الأنثروبولوجيا.
وفي النصف الثاني من القرن التاسع عشر (مع المد الاستعماري الأوربي) جرت محاولات «منظمة» لفهم المكتشفات الأثرية بمقارنتها بالبنى الحياتية للمجتمعات المصنفة «بدائية»، انطلاقا من افتراض هذه المجتمعات كنوع من «المتاحف الحية» وتمثل مرحلة «طفولة» للمجتمعات الأوربية، وكذلك مجال لاختبار الاستنتاجات والفرضيات حول تقدم وتعقد المجتمعات (النور؛ شلابي)، كما أشار البريطاني R.L. Fox 1851 م. الذي درس تطور الأسلحة النارية وصنفها بتتابع تسلسلي (Seration) تطوري محاكياً خطا الآثاريين، وأدخل مصطلح التصنيف وفق الخصائص (typology) وركز على أهمية الدراسات الاثنوغرافية لعلم الآثار.

## العلاقة بين علم الآثار وفروع الأنثربولوجيا

### علم الآثار والأنثروبولوجيا الاجتماعية
إن دراسات الأنثروبولوجيا الاجتماعية التي تهتم بدراسة المجتمعات البشرية وبُناها وأنساقها، تشكل دعامة مهمة لعلم الآثار في تفسيره لمادته الأثرية التي تنشأ في حالة اجتماعية ما وتتأثر بها وتؤثر بها أيضاً.

### علم الآثار والأنثروبولوجيا الحيوية (الفيزيقية)
كون النوع الإنساني له تاريخ تطوري بيولوجي كشفت عنه الدراسات الأنثروبولوجيا الطبيعية فبالتالي إن المخلفات الأثرية المرتبطة بالتسلسل التطوري للبشر تشكل حلقة وصل بين العلمين، ويتضح هذا في أدوات الهومواركتوس والنيدرتال والعاقل، وفي هذا المجال نجد الآثاري الأنثروبولوجي يعملان في نفس الحفرية، فاللقى البيولوجية للإنسان يدرسها الأنثروبولوجي واللقى الدالة على النشاط الإنساني (مصنوعات، رسوم، آثار استيطان) يدرسها الآثاري، كما تواصلت هذه العلاقة بشكل لا أساس علمي له، وذلك في دراسة الأنثروبولوجية للسلالات البشرية ما بعد الإنسان العاقل ومحاولة المفاضلة بينها وربط الآثار المميزة والحضارة بسلالات بشرية معينة.

### علم الآثار والأنثروبولوجيا الثقافية
كون علم الآثار معني بالكشف عن الماضي الثقافي للمجتمعات الإنسانية وهذا الموضوع هو نفسه جزئ مما تتناوله الأنثروبولوجيا الثقافية في دراستها لثقافة المجتمعات الإنسانية في الماضي والحاضر، وقد نتج عن العلاقة بين العلمين منطلقات بحث مشتركة يمكن تعداد منها
1. التركيز على ما يتكرر في السلوك الإنساني وليس على الحالات الفردية
2. محاولة الكشف عن وجود وحدود ظاهرة الانتشار الثقافي
3. الاهتمام بالعامل البيئي وتأثيره على الثقافة
4. وضع فرضيات وتخمينات لفهم وتفسير الثقافة[20]

من ضمن علاقة علم الآثار بالأنثربولوجيا يمكن الحديث عن فرع

## الاثنوأركيولوجيا Ethnoarchaeology
وهي تجميع معطيات اثنوغرافية بهدف تقديم مساعدة للتفسير الآثاري ومقارنة هذه المعطيات مع المعطيات الأثرية، والاثنوغرافيا هي دراسة المجموعات الاثنية المعاصرة، من خلال خصائص تلك المجموعات المادية، والاجتماعية، واللغوية. إلا أن الاثنوغرافيا هي الأنثروبولوجيا في الدراسات الفرنسية والأوربية والأنثروبولوجيا هي علوم واسعة تهتم بدراسة الإنسان، وهي علم يشمل كل من الاثنوغرافيا والاثنولوجيا التي تهتم بدورها بتطوير «نظريات حول العلاقات بين خصائص المجموعات الاثنية وحول أسباب الاختلافات بينها. اتجهت الاثنولوجيا للاهتمام بالشعوب الأمية الأقل تعقيداً، تاركة بالتالي المجتمعات الصناعية المعقدة complex industrial societies للسوسيولوجيا sociology، والجغرافيا geography» ، وكما كتب في العام 1981 م. G. Danial «وفي أمريكا توجد اليوم جماعات المايا والهنود الأمريكيين، أمثلة حية لسجل الأثري، وربما كان هذا هو سبب إصرار الأمريكيين على أن علم الآثار إنما هو أنثروبولوجية.... الدراسات الإسكندنافية الرائدة للثقافة الشعبية في شمال أوروبا قدمت أمثلة أثنوغرافية حية كانت ذات فائدة عظيمة لعلم الآثار» 

## الدراسات النظرية
تداخلت النظريات التفسيرية للثقافة في الأنثروبولوجيا الثقافية مع تفسيرات علم الآثار، كما أن التفسيرات ونظريات التفسير كانت تسير مع علم الآثار ومكتشفاته وليست بالاختراع الجديد، وإن كانت غير مضبوطة في بدايتها، إلا أنها اتخذت شكلاً ومضضموناً «علمياً» مع التطور العام للعلوم، وفيما يلي تقديم «مختصر وبتصرف» لهذه النظريات اعتماداً على ما سبق ونشره د.أسامة عبد الرحمن النور ود. أبو بكر يوسف الشلابي في خمسة مقالات مطولة بعنوان رئيسي (الأنثروبولوحيا النظرية) على صفحات الموقع الإلكتروني (أركماني) الذي زال عن شبكة الإنترنت بعد وفاة د. أسامة النور.

### النظرية التطورية الثقافية
تفترض تطوراً ثقافياً للنوع البشري محاكياً للتطور البيولوجي، وتتلخص آراء التطوريين في أن هناك وحدة نفسية للبشر في كل مكان وزمان. وأن الماضي الثقافي الإنساني يمثل خطاً متصاعداً مُمثلاً بالعادات والتقاليد والعقائد والتنظيمات والأدوات والآلات والأفكار. ويتدرج الماضي الثقافي من الأشكال غير المعقدة إلى الأشكال المعقدة فالأكثر تعقيداً.، وكان لكتاب رئيس جامعة ترنتو في كندا D.Wilsonعام 1862 م. «إنسان ما قبل التاريخ: أبحاث في أصل المدنية في العلمين القديم والجديد» أثر على الآثار والانثروبولوجيا حيث أكد فيه التطور المتوازي المستقل الناتج عن وحدة النفس البشرية 

### الاتجاه الانتشاري
ركز هذا الاتجاه على البحث عن أصل الثقافات وطرق انتقالها وينطلق دعاة هذا الاتجاه من الافتراض بأن عملية الانتشار تبدأ من مركز ثقافي محدد لتنتقل عبر الزمان إلى أجزاء العالم المختلفة عن طريق الاتصالات بين الشعوب، وكانت هذه المراكز وفق الفرضيات، مصر حيناً وسومر حيناً آخر أو الشرق عموماً، وقد نشأت اتجاهات فرعية لاحقاً تقول بتعدد المراكز، والمناطق الثقافية والفكرة تقوم أساساً على التشابهات في الثقافات البشرية، كما تم طرح فكرة التطور بالتوازي مبتعداً عن الفهم الخطي للتاريخ. كما أن تمييز ثقافة ما لا يعني أن لهذه الثقافة زمن محدد أينما وجدت، إنما لكل بيئة زمنها الخاص وهذا ما بينته الأبحاث الانثروبولوجية (المناطق الحضارية) في دراستها «المجتمعات التقليدية»، وهذا ما يضعّف تعميم تقسيمات العصور الثلاث وفروعها.في العام 1925 م. كتب G.Chide كتاب «فجر الحضارة الأوربية» واتبعه في العام 1929 م. بكتاب «الدانوب فيما قبل التاريخ»، واستبدل تقسيمات العصور الثلاثة بالتقسيمات الثقافية، وقام بتفسير ثقافات عصور ما قبل التاريخ في أوروبا بالانتشار الثقافي من الشرق وتعديلاتها المحلية. وكان قد سار على النهج الماركسي في الوحدة النفسية للبشر في كتابه «اسكتلندا قبل الاسكتلنديين»  وفي العام 1949م. بدء التأريخ بالكربون، وشككت نتائجه بوجود الانتشار من الشرق لأوربا في العصر الحجري وفترة الأوابد القبرية 

### الاتجاه الوظيفي
ميز هذا الاتجاه بين الثقافات وتناولها كل على حدة تبعاً للمكان والزمان.
| علم الآثار وعلم الإنسان | وفي ذلك اختلف الاتجاه الوظيفي عن الدراسات التاريخية النزعة المميزة لكل من الاتجاهين التطوري الانتشاري. وأصبح التحليل الوظيفي مدخلاً أساسياً في تحليلات علماء الأنثروبولوجيا للربط بين النظام الاجتماعي ووظيفته وبين خصائص سلوك الأفراد الذين يؤلفون ذلك النظام. فالنسق الاجتماعي يشمل عدداً من النظم، يقوم كل نظام منها بوظيفه معينة بغية الحفاظ على سلامة النسق. وينظر الوظيفيون إلى المجتمعات البشرية كأنساقاً اجتماعية تعتمد أجزاؤها بعضها على بعض وتتداخل فيما بينها، وشبّه هربرت سبنسر المجتمع من حيث البناء والوظيفة بالكائن الحي بحسبان أن المجتمع ينمو ويتطور تماماً كما ينمو الكائن الحي ويتطور. | علم الآثار وعلم الإنسان |

برونسيلاف مالينوفسكي (B.Malinowski) (1884-1942): "يرى مالينوفسكي أن ثقافة أي مجتمع تنشأ وتتطور في إطار إشباع الاحتياجات البيولوجية للأفراد، وحصرها في التغذية، والإنجاب، والراحة البدنية، والأمان والاسترخاء، والحركة والنمو، و"لا يمكن تعريف الوظيفة إلا بإشباع الحاجات عن طريق النشاط الذي يتعاون فيه الأفراد ويستخدمون الآلات ويستهلكون ما ينتجونه".
بروان (R.Brown) (1881-1955): فرّق براون بين الإنسان كفرد (Individuals) والإنسان كشخصية (Persons) اجتماعية، فبكونه فرداً يتكون "من مجموعة كبيرة من وحدات عضوية وعمليات نفسية وبالتالي يدخل في اختصاص البيولوجيا وعلم النفس. أما الإنسان شخصاً فهو مجموعة من العلاقات الاجتماعية تتحد طبقاً لمكانته الاجتماعية كمواطن، وزوج، وأب، وعضويته في مجتمع، وبتالي فالإنسان "الشخص" لا "الفرد" هو موضوع بحث الأنثروبولوجيا الاجتماعية، "وهذا ما يفسر، في رأي براون، استمرار العشيرة، والقبيلة، والأمة بحسبانها تجسيداً لتنظيمات معينة من الأشخاص رغم التغير الذي يصيب الوحدات المؤلفة له من وقت إلى آخر ".

### الاتجاه الثقافي النسبي
وفق هذا الاتجاه يقدم التاريخ وصفاً متكاملاً للماضي، وليس تتبعاً لظواهر معينة في مراحل زمنية كما فعل الوظيفيون، وبهذا تكون الأنثروبولوجيا دراسة تاريخية أولاً وهدفها تمييز وتحديد الأنماط الثقافية التي تستخلص من الدراسة المقارنة للشعوب، فكل ثقافة ترتكز على مبادئ أساسية تعطيها نموذجاً أو نمطاً خاصاً يميزها عن غيرها من الثقافات. وإن كل ثقافة لمجتمع ما تستخدم جزء مختاراً ومحدد من مجموع الصيغة الثقافية التي بمقدور الإنسان بشكل عام استخدامها. و "يعود الفضل إلى هرسكوفيتز في اختراع مصطلح "نسبية الثقافة" إذ أنه قد تساءل "كيف يمكن إطلاق أحكام قيمة على هذه الثقافة أو تلك، أو على الثقافة غير المعقدة بشكل عام طالما أن هذه الأحكام مبنية على التجربة، وطالما أن كل فرد يفسر التجربة بحدود تناقضه الخاص؟. لا وجود لـ"تجربة" (حسية، أو فنية، أو دينية..إلخ) بذاتها، طالما أن كل تجربة هي نسبية بالنسبة لنسق المجتمع الثقافي، وطالما أن كل مجتمع هو نظام تجربة وأحكام".

### التطورية الجديدة
"بدأت عملية إحياء النظرية التطورية الأنثروبولوجية مجدداً في الأربعينات والخمسينات من القرن العشرين المنصرم على يديَّ ليسلى هوايت (1900-1975)الذي تأثر بكتابات مورغان داعياً إلى عدم استخدام النظم الأوروبية أساساً لقياس التطور، وضرورة محكاة أخرى يمكن قياسها وتقليل الأحكام التقديرية بشأنها. أكدَّ هوايت في كتابه " علم الثقافة" الذي نشره عام 1949 م. أنه من المهم ألا تقتصر النظرية التطورية على تعيين مراحل معينة لتسلسل نمو الثقافة وإنما لا بدَّ من إبراز العوامل التي تحدد هذا النمو وفي رأيه أن عامل "الطاقة" هو الذي يمثل المحك الرئيس لتقدم الشعوب. ويمكن تحديد أبرز العناصر الرئيسة للاتجاه التطوري الثقافي الجديد التي عبر عنها ليسلى هوايت في النقاط التالية:
1. الالتزام بمبدأ الحتمية المادية.
2. الثقة في إمكانية صياغة قوانين ثقافية.
3. استخدام بعض مفاهيم نظريَّة التطور الداروينية.

كذلك يؤكد بعض التطوريين الجدد على جدوى تطبيق مفهوم «الارتقاء» على التاريخ الثقافي حيث يرى سيرفيس وسالينس أن «التطور يرادف الارتقاء: الأشكال الأعلى تنمو من الأشكال الأدنى وتقضى عليها». كذلك نجد أنهما يقولان بإمكانية قياس الارتقاء موضوعياً عبر «المصطلحات الوظيفية والبنيوية التي تمَّ تمثُلها في التنظيم الأعلى». وقد لخصا هذه العلاقة في ما أطلقا عليه تسمية «قانون السيادة الثقافية» الذي ينص على أن «النظام الثقافي الذي يستغل مصادر الطاقة المتوفرة في محيطه بكفاءة أعلى سيظهر قدرته على الانتشار في ذلك المحيط على حساب الأنظمة الأقل كفاءة … وأن النظام الثقافي يُظهر ميلاً للنشوء تحديداً في تلك البيئات التي تمكنه من تحقيق عائد طاقة أعلى لوحدة العمل أكثر من أية أنظمة بديلة أخرى».

### الاتجاه الإيكولوجي الثقافي
"يفسر التباين بين الثقافات المختلفة للشعوب في إطار التنوع البيئي كما يهتم بالكشف عن الكيفية التي تؤثر فيها الثقافة على تكيف الأفراد مع ما قد يحدث في البيئة من تغيرات جذرية. ولا تقتصر البيئة لدى دعاة الاتجاه الإيكولوجي الثقافي على المحيط المادي فقط وإنما تشمل كل ما يحيط بالإنسان من كائنات حية، سواء من نوعه أو مختلفة عنه وتترابط جميعها في نسق متكامل، أطلقوا عليه مصطلح "النسق الإيكولوجي" الذي أصبح مجالاً لدراساتهم المركزة. ويعطى الايكولوجيون الثقافيين أهمية خاصة لمناهج تصميم البحوث ووسائل جمع المادة، والاستعانة بمفاهيم العلوم (مثل علم الأحياء، والتغذية، والطب والسكان، والعلوم الزراعية)، وذلك بقصد تشكيل تصور عن أنماط التفاعل بين البيئة والكائنات الحية. نتيجة ذلك أصبح هذا الاتجاه مشابهاً لنظرية التطور الحيوي الذي قد يفسر عمليَّة التكيف ولكنه يعجز عن التنبؤ أو تحديد منشأ التغير أو أسبابه.

### الاتجهات الماركسية
«يكاد أن يكون أي تفسير معاصر للتطور الثقافي مدين بقدر كبير من عناصره للفكر الماركسي. ويلاحظ وجود ثلاث مدارس رئيسة في الأنثروبولوجيا المعاصرة تدعى كلها الارتواء من نبع الإيحاء الماركسي: المادية الثقافية، والبنيوية الماركسية، والمادية الجدلية. وتؤلف المدارس الثلاثة في جماعها جزءاً كبيراً من البنية النظرية للتحليل المعاصر للتطور الثقافي».

#### الاتجاه الثقافي المادي
يفترض الاتجاه المادي الثقافي كما يفسره أحد أكثر دعاته حماساً، مارفن هاريس «أن تكون الأسبقيَّة المنهجيَّة موجهة للبحث عن قوانين للتاريخ في علم الإنسان»، وينتحل هاريس في تفسيره للتطور الثقافي تقسيم كارل ماركس الثلاثي للمجتمع الإنساني: القاعدة، والبنية، والبنية الفوقية. ويرى هاريس أنَّ كل تغير ثقافي وكل المجتمعات يمكن تحليلها من خلال أنماط الإنتاج (أي النظم الاقتصادية وتقنيات الإعاشة)، وأنماط إعادة الإنتاج (أي أنماط التزاوج وأساليب التحكم في السكان)، والاقتصاد السياسي (أي الطبقة والطائفة والحزب)، والبنية الفوقية (أي الفن والدين).
لا يشكل هذا المبدأ بالنسبة لهاريس وللماديين الثقافيين قانوناً وفق مفهوم قانون نيوتن، لكنه يشكل في الغالب إستراتيجية للبحث يمكنها أن توفر إمكانية للوصول إلى فهم يقوم على نواميس الطبيعة والمنطق مثل مبدأ الاصطفاء الطبيعي في نظرية داروين. ويقول هاريس أنه بترجمة هذا المبدأ بحسبانه إستراتيجية للبحث فإن «مبدأ الحتمية التقنية-البيئية هذا يفترض أن تكون الأولوية لدراسة الشروط المادية للحياة بالقدر نفسه الذي يفترض فيه مبدأ الاصطفاء الطبيعي أن تكون الأولوية لدراسة النجاح التفاضلي النهائي في إعادة الإنتاج».
إذا انتزعنا بعض المصطلحات الماركسية الكامنة في تفسير هاريس للتطور الثقافي فإن تفسيره سيبدو مشابهاً للتحليلات المعُبر عنها في المعالجات الايكولوجية الثقافية من حيث التركيز على المحتم التقني البيئي، وعلى أهمية الضغوط السكانية.

#### الاتجاهالبنيويالماركسي
"تلجأ التفسيرات البنيوية الماركسية للتطور الثقافي إلى استعارة الكثير من المفاهيم التي أسسها كارل ماركس وفردريك إنجلز مثل مفهومي نمط الإنتاج والطبيعة الجدلية للتاريخ ويشمل مفهوم نمط الإنتاج بالنسبة لماركس كل من قوى الإنتاج وعلاقات الإنتاج. ويرى ماركس أنه على أساس قوى الإنتاج وعلاقات الإنتاج تنشأ عناصر البنية وعناصر البنية الفوقية بحيث يصبح ممكناً تفسير التاريخ والتطور الثقافي من خلال تحليل أنماط الإنتاج المتبدلة. ومعظم البنيويين الماركسيين يؤكدون على مقولة كون علاقات الإنتاج الاجتماعي هي التي تحتم شكل المجتمع ومحتواه وتاريخه. ويعدد فريدمان نماذج الأشياء التي تحتمها علاقات الإنتاج الاجتماعي:
1. الاستفادة من البيئة في إطار الحدود التي تطرحها الإمكانيات التقنية.
2. تقسيم الأدوار في عملية الإنتاج، بمعنى من يقوم / ومن لا يقوم بالعمل الجسمانى.
3. أشكال الاستحواذ على الفائض الاجتماعي وأشكال توزيعه وكيفية استخدام الفائض الاقتصادي.
4. قيمة محسوبة اجتماعياً لنسبة الفائض والربح؟

بالنسبة لماركس فإنَّ التطور الثقافي يحدث لا عبر تواتر مراحل مرتبة مسبقاً بل عبر انحلال المجتمعات عن طريق العملية الجدلية. لا يمكن لنمط الإنتاج المعين تبديل نفسه إلى نمط آخر طالما أنه يحتوى على تناقضات ستؤدى إلى فنائه".

#### الاتجاه الماديالجدلي
"معظم الكتابات المتخصصة المعتمدة في تحليلاتها على منطق المادية الجدلية قد تشربت بالتفسير للماركسية اللينينية كما قدمه جوزيف ستالين. ينطلق هذا التفسير من مفهوم التشكيلة الاجتماعية الاقتصادية بحسبانه معياراً موضوعياً للمقارنة بين الأنظمة الثقافية، وتشخيص تلك المرحلة من مراحل التطور التاريخي التي تجتازها. فكل تشكيلة من التشكيلات الاجتماعية- الاقتصادية هي كيان ثقافي خاص له قوانينه الخاصة لنشوئه وتطوره وتحوله إلى تشكيلة أخرى. ومن المسائل التي تعود إلى بنية التشكيلة هي مسألة الترابط بين القاعدة والبناء الفوقي، بين الاقتصاد والسياسة.
تأتى القراءة التي قدمها ستالين في كتابه "المادية الجدلية والمادية التاريخية" لتقول بتعاقب خمس تشكيلات اجتماعية اقتصادية أساسية: النظام المشاعى البدائي، ونظام الرق، والنظام الإقطاعي، والنظام الرأسمالي، وأخيراً النظام الشيوعي الذي تمثل الاشتراكية مرحلته الأولى. تعاقب التشكيلات الاجتماعية الاقتصادية هذه هي مسيرة التطور التاريخي والمراحل الأساسية لتقدم الثقافة. فعلى سبيل المثال نلاحظ أن علماء الآثار الماديين الجدليين يختبرون، لدى معالجتهم لمجتمعات بلاد الرافدين القديمة، المعطيات بحثاً عن بيانات تشير إلى أنماط الإنتاج، وتوزيع الفائض الاقتصادي، ودرجة الاستغلال الاقتصادي الخ. انه في حالة استثناء هذه المفاهيم فسنلاحظ أنَّ العديد من تلك التحليلات المادية الجدلية لا تبدو مختلفة كثيراً عن الدراسات الايكولوجية الثقافية للمادة نفسها.".

## ملخص ونتائج
الالتقاء بين علم الآثار وفروع الأنثروبولوجيا ينطلق من دراسة علم الآثار للإنسان (من مخلفاته) بوصفه كائناً اجتماعياً، وهنا يتلاقى علم الآثار مع الأنثروبولوجيا الاجتماعية، وللإنسان سلوك وأساليب حياتية في الماضي والحاضر تتطور بالتلاؤم مع المحيط، يستنتجها ويدرسها علم الآثار، ويتلاقى بذلك مع الأنثروبولوجيا الثقافية، كتب الآثاري البريطاني R. E. Mortimer Wheeler الذي عمل في بريطانية وأيضاً اشتهرت أعمله الأثرية في الهند 1943 م. يقول «إن الآثاري لا ينقب عن أشياء، إنما ينقب عن شعوب» 
والإنسان أصلاً كائناً بيولوجياً له مسيرة بيولوجية تتكشف في بقاياه العضوية ويهتم بها علم الآثار ويتلاقى بذلك مع الأنثروبولوجيا الفيزيقية، أما من ناحية الأساليب فهنك فرع الأثنواركولوجي الوسيط بين العلمين، وأما في المجال النظري فنظريات الثقافة هي نفسها في علمي الآثار والأنثربولوجيا.

## هوامش
1. ↑  دانيال 1981: 71
2. ↑  محجوب 1985: 43
3. ↑  دانيال 1981: 30
4. ↑  دانيال 1981: 36
5. ↑  دانيال 1981: 43
6. ↑  دانيال 1981: 42- 43
7. ↑  دانيال 1981: 65
8. ↑  دانيال 1981: 42-46
9. ↑  دانيال 1981: 76
10. ↑  دانيال 1981: 78
11. ↑  دانيال 1981: 82
12. ↑  دانيال 1981: 140
13. ↑  دانيال 1981: 143
14. ↑  دانيال 1981: 144
15. ↑  دانيال 1981: 146
16. 1 2 3 4 5 6 7 8 9 10 11 12 13 14  النور؛ شلابي
17. ↑  دانيال 1981: 172
18. ↑  محمد 2006: 254
19. ↑  محمد 2006: 255
20. ↑  محمد 2006: 252
21. 1 2  هودر، ت النور 2004
22. ↑  بدر 2007: 10
23. ↑  دانيال 1981: 283
24. ↑  دانيال 1981: 247
25. ↑  دانيال 1981: 116
26. ↑  دانيال 1981: 210
27. ↑  دانيال 1981: 232
28. ↑  دانيال 1981: 219